# اوک ریج (میسوری)
اوک ریج (به انگلیسی: Oak Ridge) یک روستا (ایالات متحده آمریکا) در ایالات متحده آمریکا است که در شهرستان کاپ گیرارداو، میزوری واقع شده‌است.
 اوک ریج ۱٫۵۳ کیلومتر مربع مساحت و ۲۴۳ نفر جمعیت دارد و ۱۸۳ متر بالاتر از سطح دریا واقع شده‌است.